# Marian Wadowski
Marian Wadowski (ur. 30 listopada 1897 w Łodzi, rozstrzelany 12 listopada 1939 w Lesie Łagiewnickim w Łodzi) – polski urzędnik państwowy, działacz społeczny, polityk, poseł na Sejm w II RP, członek Zarządu Koła Parlamentarnego Obozu Zjednoczenia Narodowego w 1938 roku. 

## Życiorys
W czasie I wojny światowej służył w Legionach. Był członkiem POW.
Po wojnie pracował jako naczelnik urzędu skarbowego w Łodzi. Działał jako prezes zarządu okręgowego Związku Legionistów Polskich w Łodzi, gdzie mieszkał.
W 1935 został posłem na Sejm Rzeczypospolitej Polskiej IV kadencji (1935–1938) wybranym z listy państwowej 14 973 głosami z okręgu nr 16 (okręg wyborczy Łódź – komitety: I, IV, VI, VII i X). Pracował w komisji spraw zagranicznych
W kolejnej, V kadencji (1938–1939) został ponownie wybrany posłem, tym razem z listy Obozu Zjednoczenia Narodowego. W czasie obu kadencji był sekretarzem prezydium Sejmu.
Według Księgi Adresowej m. Łodzi 1937-1939 mieszkał wraz z żona Zofią, nauczycielką, w Łodzi przy ul. M. Kopernika 70. 
Po wybuchu II wojny światowej aresztowany przez hitlerowców i uwięziony w ramach akcji eliminacji polskiej inteligencji Intelligenzaktion Litzmannstadt. Rozstrzelany przez Niemców 12 listopada 1939 i pochowany w zbiorowej mogile; po wojnie szczątki przeniesiono do grobu zbiorowego na cmentarzu w Łodzi – Łagiewnikach.